# 徐多賢
徐多贤（： Seo Da-Hyun；2003年1月8日—），藝名多賢（韓語：다현），是韩国流行音乐女歌手，现为女子团体tripleS的成员之一。

## 早年經歷
徐多賢從小她就對音樂展現出濃厚的興趣。初三時加入了SOURCE MUSIC，開始了4年的練習生生活，並在釜山音樂實用音樂學院繼續學習音樂。期間，她還在GFRIEND的歌曲《Hope》中擔任背景和聲，為她的音樂生涯累積了寶貴的經驗。2021年，她參與了網路節目《第六感相親》，初次在大眾面前亮相。同年，徐多賢成為Modhaus經紀公司的練習生，並開始接受專業訓練，為未來的出道做準備。

## 演藝經歷

### 2022年
11月25日，徐多賢匿名出現在《SIGNAL少女電送》第151集，並被告知她將成為第十位成員，並會與其他九位成員一起參與即將到來的全員出道。11月27日，韓劇《財閥家的小兒子》第六集播出，其中包含了一首由多賢演唱的原創插曲《我都一直愛著你》。12月3日，發布《我都一直愛著你》音源，同時也宣布加入tripleS。12月9日，Modhaus正式公開徐多賢為女子團體tripleS的第十位成員。首次進入大眾視野。

### 2023年
2月13日，徐多賢隨tripleS發行了EP《ASSEMBLE》正式出道。6月9日，她為醫療愛情劇《浪漫醫生金師傅3》演唱了插曲《오늘도 너야》。8月17日，她作為tripleS第三支小分隊LOVElution的成員，發行了EP《ↀ》，這張專輯收錄了包括主打曲《Girls' Capitalism》在內的八首歌曲，歌曲內容表達了生活在資本主義社會中的少女們希望創造自己未來的真實想法。9月24日，她隨LOVElution小分隊從美國亞特蘭大開始了“Authentic”世界巡迴演唱會。

### 2024年
1月15日，徐多賢隨tripleS的第六支小分隊Aria發行了單曲碟《Structure Of Sadness》。1月19日，她在2024年冬季青年奧林匹克運動會的開幕式上參與了主題曲《We Go High》的演唱。1月21日，她在《神秘音樂秀：蒙面歌王》以“披薩與可樂”的名義登場，並在節目中翻唱了朴春的R&B歌曲《You And I》。2月3日，tripleS在首爾特別市舉辦了世界巡迴演唱會“Authentic”的首爾場次，這次演唱會連續兩天舉行。2月4日，她為韓國古裝喜劇《夜晚開的花》演唱的原聲帶歌曲《希望（바램）》。
2024年5月8日，隨tripleS的24人大隊發行了錄音室專輯《ASSEMBLE24》，專輯主打曲《Girls Never Die》展現了少女們在困難重重中不屈不撓的意志。5月24日，參與拍攝的tripleS 24人團綜《Strong Girl：徽章戰爭2》在YouTube頻道首播。

## 音樂作品

### 音樂原聲帶
| 發行日期       | 歌曲名稱                 | 影劇名稱               | 專輯名稱                     | 備註     |
| -------------- | ------------------------ | ---------------------- | ---------------------------- | -------- |
| 2022年12月3日  | 〈我正愛着你〉           | JTBC《財閥家的小兒子》 | 財閥家的小兒子 OST Part 3    | [ 12 ]   |
| 2023年6月9日   | 〈More than yesterday 〉 | 《浪漫醫生金師傅3》    | 浪漫醫生金師傅3 OST Part 7   |          |
| 2024年2月4日   | 〈希望（바램）〉         | 《夜晚開的花》         | 夜晚開的花 OST Part 4        |          |
| 2024年11月26日 | 〈Dreaming〉             | SBS《踢足球的她們》    | 《Dreaming(Shooting Stars)》 | [ 註 1 ] |